# Палецкис, Альгирдас Юстасович
А́льгирдас Пале́цкис (лит. Algirdas Paleckis; род. 20 мая 1971 года, Берн, Швейцария) — литовский политический деятель левого толка и дипломат.

## Биография
Родился в 1971 году в Берне, в семье работавшего в Советском посольстве дипломата Юстаса Винцаса Палецкиса и его супруги Лаймы Палецкиене. Альгидрас — внук первого Председателя Президиума Верховного Совета Литовской ССР Юстаса Игновича Палецкиса.
Окончил Вильнюсскую среднюю школу им. Йонаса Басанавичюса.
В 1989—1994 годах — обучался в Вильнюсском университете.
В 1994—1995 годах — обучался международным отношениям в Париже.

### Личная жизнь
Бывшая жена Ольга, дочь Котрина, сын Андрюс.

## Карьера

### Дипломатическая служба
С 1994 года — на службе в Министерстве иностранных дел Литвы.
В 1997—2001 годах — секретарь дипломатической миссии Литвы при Европейском союзе в Брюсселе.
С 2001 года — начальник отдела Западной Европы МИД Литвы.
С 2003 года — советник заместителя Председателя Сейма Литвы.
С 2003 года — возглавил Вильнюсское отделение Социал-демократической партии Литвы.

### Депутат Сейма
С 15 ноября 2004 года по 14 апреля 2007 года — депутат Сейма Литвы. Член парламентской фракции Социал-демократической партии Литвы.
С 18 ноября 2004 года по 14 апреля 2007 года — член Комитета по международным делам.
С 15 ноября 2006 года по 14 апреля 2007 года — член Комитета по Европейским делам.
С 28 марта 2006 года по 14 апреля 2007 года — член Комиссии по делам молодёжи и спорта.
С 9 ноября 2006 года по 14 апреля 2007 года — член Комиссии по делам НАТО.
Член парламентской делегации Литвы в Парламентской ассамблее Совета Европы.
Состоял в группах по межпарламентским связям с Кореей, Германией, Японией, Российской Федерацией, Украиной, США, КНР, Индией, Латвией, Молдовой, Израилем, Великобританией, Францией, Сингапуром, Таиландом и Швейцарией. Член группы по поддержке Тибета.

## Дальнейшая политическая карьера
С 2007 года — член городского совета Вильнюса (до весны 2008 г. — также вице-мэр).
В 2008 году исключён из Социал-демократической партии (главой вильнюсской организации которой являлся), как сообщалось, за чересчур радикальные взгляды и резкие публичные заявления; создал и возглавил партию «Фронт» (лит. Frontas).
На выборах в Сейм Литвы 2008 года получил 7,33 % голосов в одномандатном округе и депутатом избран не был.
19 декабря 2009 года в Вильнюсе состоялся объединительный съезд «Фронта» и Социалистической партии Литвы, создавших Социалистический народный фронт. Альгирдас Палецкис был избран лидером новой партии (его кандидатуру поддержали 95 делегатов съезда, 2 человека воздержались, голосовавших против не было).
В мае 2019 года Палецкис вместе с несколькими соратниками основал левую партию «Заря справедливости».
В 2021 году, в ходе ожидания решения по обжалованию приговора, подавал заявку на митинг за «традиционные ценности» (то есть против вакцинации, ЛГБТ и всемирного заговора).
В июне 2022 года, уже находясь в заключении, создал организацию «Форум добрососедства».

## Судебные дела
В 2009 году А. Палецкис обвинялся в незаконной организации митинга, но был оправдан.

### «Дело Палецкиса»
В 2011 году А. Палецкису были предъявлены обвинения по вновь принятой Сеймом статье Уголовного кодекса об ответственности за «отрицание оккупации» в связи со следующим его высказыванием о событиях января 1991 года в Вильнюсе:
а что было 13 января, значит, у башни? Сейчас выясняется, что свои стреляли в своих
это же утверждение повторил в интервью российскому Пятому каналу в январе 2011 года.
Помимо выражения сомнений в официальной версии событий, приведших к гибели людей, позиция Палецкиса также включала требование выдать международный ордер на арест экс-президента СССР Михаила Горбачёва (которого ряд лиц обвиняет в отдаче приказа на штурм телецентра) или, как минимум, снять с него показания. Прокуратура потребовала для обвиняемого год тюрьмы условно с испытательным сроком на два года, что лишило Палецкиса возможности выставлять свою кандидатуру на выборах. В защиту Палецкиса выступили Московское бюро по правам человека и движение «Мир без нацизма» (заместителем председателя которой Палецкис являлся).
Оглашение приговора дважды откладывалось: с 14 декабря на 30 декабря 2011 года и, затем, на 18 января 2012 года. 
Суд первой инстанции оправдал Палецкиса.
24 января 2012 года Окружная прокуратура Вильнюса обжаловала решение 1-го участкового суда Вильнюса, оправдавшего Палецкиса: «В апелляционной жалобе содержится просьба принять новое постановление — признать Палецкиса виновным и наказать его лишением свободы сроком на 1 год, с переносом отбывания наказания на 2 года».
После обжалования приговора суд высшей инстанции признал Палецкиса виновным и приговорил к штрафу в 10 400 литов. Его осуждение было упомянуто в  докладе МИД Республики Беларусь «Нарушения прав человека в отдельных странах мира в 2012 году».
В отношении двух свидетелей, чьи показания были благоприятны для Палецкиса, литовская прокуратура начала следствие о даче ложных показаний. Когда 1-й вильнюсский участковый суд оштрафовал одну из свидетельниц (Д. Раугалене) на сумму 3,9 тыс. литов, МИД России расценил это как «охоту на ведьм» и «грубое нарушение прав человека, например, посягательство на свободу выражения мнения». Окружным судом оба свидетеля были оправданы; одна из них была оправдана и Верховным судом.
22 января 2013 года Верховный суд оставил без изменения приговор городского суда Вильнюса, по которому Палецкис заплатил штраф, став первым в истории постсоветской Литвы осужденным по 170-й статье УК «Об отрицании советской оккупации».
25 января МИД России прокомментировал судебное решение по этому делу как политизированное и искажающее события 1991 года в Вильнюсе.

### «Дело о шпионаже»
В октябре 2018 года Палецкис был вновь арестован и помещён в тюрьму по обвинению в шпионаже.
19 декабря 2018 года на совместной пресс-конференции генеральный прокурор Литвы Эвалдас Пашилис, глава Департамента госбезопасности (ДГБ) Дарюс Яунишкис и генеральный комиссар полиции Линас Пернавас сообщили, что литовскими спецслужбами более месяца назад были задержаны и помещены под стражу Альгирдас Палецкис и ещё несколько человек, в том числе за хранение оружия на два дня был задержан известный публицист и лоббист русского языка в прибалтийских странах Валерий Иванов. Палецкис сообщил, что он и другие граждане Литвы задержаны в рамках расследования уголовного дела о шпионаже в пользу России (ч.2 ст. 119 УК Литвы), возбуждённом полицией. Генпрокурор сообщил также, что расследование велось долгое время и в итоге была установлена «целая сеть шпионов, среди них граждане Литвы и один гражданин России». Палецкис отрицал правонарушения и утверждал, что собирал информацию в рамках журналистского расследования.
Оперативную разработку обвиняемых вело несколько спецслужб республики; в ходе состоявшегося 8 января закрытого слушания уголовного дела в Клайпедском окружном суде выяснилось, что компромат на подсудимых собирал Второй департамент оперативных служб при министерстве обороны Литвы (военная разведка). Сообщалось, что его быстрое погашение ипотечного кредита вызвало подозрения у властей, и после расследования в июле Палецкис был признан виновным в сборе информации для российских спецслужб в обмен на деньги и другие выгоды после того, как бизнесмен, который также находился под судом, признал себя виновным и предстал перед судом.
Некоторые представители общественности Литвы, Латвии, Эстонии, Белоруссии, России и других стран назвали Палецкиса политзаключённым, требуя его немедленного освобождения, в частности, арест осудил лидер белорусской «Республиканской партии труда и справедливости» Василий Заднепряный. «Он предупреждал литовцев об опасности возрождения нацизма в стране, боролся с проявлениями русофобии в Литве, за что был оклеветан и огульно обвинен в шпионаже», — заявила 9 января член Союза журналистов Латвии Алла Березовская, анонсируя назначенную на 14 января серию пикетов в поддержку Палецкиса в столицах Латвии и Литвы, а также в Эстонии, Мексике и России. Белорусские активисты также планировали пикетировать посольство Литвы, но из-за особенностей белорусского законодательства ограничились петицией с требованием немедленно освобождения.
Сам Палецкис в письмах из тюрьмы утверждал, что его заключение — это «месть за то, что я интересовался делом 13 января <…> И за мое общение с русскими. Всё. Если 13 января — табу, то пусть это объявят. Если русские — прокаженные, пусть тоже это объявят. Но я по профессии журналист и имею право проводить расследования любых тем. Встречаться со всеми, кому есть что сказать», — написал он депутату Европарламента от Латвии Татьяне Жданок, которая опубликовала текст этого письма 10 сентября на своей странице в Facebook. По мнению издательства Delfi, арестованный Палецкис пользовался образом «страдальца за идею», популярным у левой общественности, а попытку откреститься от ярлыка шпиона они признали манипуляцией.
Последнее решение о продлении ареста Каунасский окружной суд принял в декабре, аргументируя его вероятностью побега Палецкиса. Обвинение обещало передать дело в суд до 1 марта 2020 года, но несколько раз задерживало и продлевало арест, не озвучивая дальнейших деталей. По мнению эксперта Вильнюсского института политического анализа Мариуса Лауринавичюса, молчание суда в отношении Палецкиса заставило общественность и прессу спекулировать на исходе дела: «<…> молчание на самом деле означает, что у них складывается очень хорошее дело, затрагивающее группу агентов российского влияния. <…> Следствие сомкнуло непроницаемый заслон и не планирует проболтаться до начала суда». Лауринавичюс, написавший книгу о влиянии России за рубежом, предполагал, что дело 13 января, скорее всего, оставалось целью Палецкиса, и сказал, что «<…> российские спецслужбы нацелены на элиту в своих усилиях по вербовке. То, что человек, который вел такую комфортную жизнь, как Альгирдас, повернулся против своей страны, означает, что российские методы убеждения сильны». По утверждению прокуратуры Литвы, для Палецкиса была сформулирована задача сбора информации о должностных лицах и судьях, рассматривавших дело о событиях 13 января и прочих делах, связанных с агрессией России против Литвы в 1990-1991 годах.
В марте 2020 года десятки литовских политиков[кто?] призвали освободить Палецкиса из-под стражи.
Один из фигурантов дела (предприниматель Деймантас Бертаускас) был освобожден от уголовной ответственности. Он признал свою вину и дал показания.
В январе 2021 года Шяуляйский окружной суд (ШОС) намеревался продолжить рассмотрение дела обвиняемого в шпионаже Палецкиса, в мае литовский прокурор потребовал приговорить его к девяти годам лишения свободы.
В июле 2021 года Шяуляйский окружной суд признал А. Палецкиса виновным и приговорил его к шести годам лишения свободы; адвокаты обжаловали приговор.
В мае 2022 года суд оставил приговор в силе.

## Награды
- Орден Почётного легиона (Франция, 2002 год)[48]; (недоступная ссылка)
- Кавалер ордена «За заслуги перед Литвой» (2004 год)[48]; в 2013 году лишён ордена «за отрицание факта агрессии»[49] (см. Дело Палецкиса)

## Публикации
- От национализма до нацизма — один шаг. В кн.: Istorijos tiesos jega. Сила исторической правды. Vilnius: Gaires, 2010. ISBN 978-9955-759-44-7 — стр. 154—158